# SMS Derfflinger
SMS Derfflinger − niemiecki krążownik liniowy (w Niemczech klasyfikowany jako wielki krążownik – niem.: Großer Kreuzer) oddany do służby tuż przed wybuchem I wojny światowej, jako piąta jednostka swej klasy w Kaiserliche Marine. Wraz z „Lützowem” i „Hindenburgiem” należał do typu Derfflinger, będącego ulepszoną i powiększoną kontynuacją poprzednich konstrukcji niemieckich krążowników liniowych. Nazwę otrzymał na cześć Georga von Derfflingera, brandenburskiego feldmarszałka z czasów wojny trzydziestoletniej.
Podczas I wojny światowej „Derfflinger” brał udział w bitwie na Dogger Bank w 1915 roku i bitwie jutlandzkiej w 1916 roku, uczestniczył także w dwóch operacjach ostrzału miejscowości na wschodnim wybrzeżu Anglii. Po zakończeniu wojny został, wraz z całą Hochseeflotte, internowany w Scapa Flow, gdzie jak pozostałe okręty został zatopiony przez własną załogę 21 czerwca 1919 roku. Wrak został wydobyty 20 lat później i zezłomowany po zakończeniu II wojny światowej.

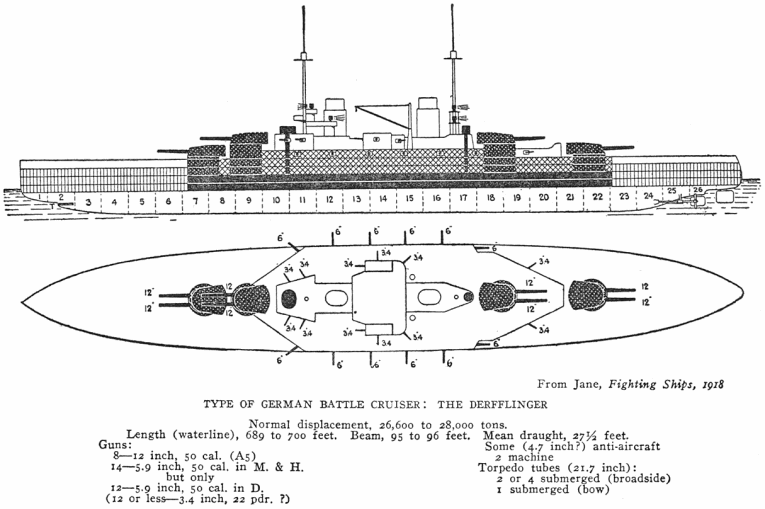
Rzuty krążownika liniowego typu Derfflinger

## Budowa
Stępkę pod okręt określany jako „krążownik K” położono w stoczni koncernu Blohm & Voss w Hamburgu 30 marca 1912 roku (według innego źródła w styczniu tegoż roku). Jednostka otrzymała numer stoczniowy 213. Wodowanie miało odbyć się 14 czerwca 1913 roku w obecności generała Augusta von Mackensena, którego żona została matką chrzestną okrętu, jednak kadłub krążownika zablokował się na pochylni, na której był budowany.
Ponowne wodowanie odbyło się, już bez przeszkód, 12 lipca 1913 roku. Jak wszystkie wielkie krążowniki, otrzymał nazwę pochodzącą od dowódcy wojsk lądowych – brandenburskiego feldmarszałka z czasów wojny trzydziestoletniej. Po zakończeniu budowy „Derfflinger” został przeprowadzony przez załogę stoczniową do Kilonii, gdzie przeprowadzono prace przy wykończeniu i uzbrojeniu okrętu. 1 września 1914 roku krążownik został oficjalnie przejęty przez Kaiserliche Marine i skierowany na próby odbiorcze. Po ich ukończeniu miał od października wejść w skład 1. Grupy Rozpoznawczej (1. Aufklärungsgruppe), dowodzonej przez kontradmirała Franza von Hippera, jednak awaria turbiny opóźniła przyjęcie okrętu do linii, co ostatecznie nastąpiło 12 listopada 1914 roku.

## Opis konstrukcji
„Derfflinger” miał długość całkowitą 210,4 m i szerokość maksymalną 29 m. Jego kadłub został podzielony grodziami na 16 przedziałów wodoszczelnych. Pancerz burtowy składał się z pasa pancernego grubości 305 mm, chroniącego wszystkie mechanizmy okrętu oraz dodatkowych pasów pancernych na dziobie (grubości 120–152 mm), rufie (grubości 120 mm) i poniżej linii wodnej, grubego na 152 mm. Pas burtowy przechodził w cytadelę pancerną o grubości ścian 228 mm, zamkniętą grodziami pancernymi (200–250 mm). Pancerz poziomy składał się ze skośnych elementów grubości 30 mm na śródokręciu, łączących się z pancerzem burtowym i pokładu pancernego o grubości od 50 do 80 mm. Główne stanowisko dowodzenia miało pancerz o grubości 300 mm.
Napęd krążownika stanowiły dwa zespoły turbin parowych wysokiego i niskiego ciśnienia (razem cztery turbiny w czterech osobnych maszynowniach) systemu Parsonsa, o łącznej projektowanej mocy 63 000 KM (na próbach z przeforsowaniem maszyn 76 600 KM), poruszające 4 śruby o średnicy 3,9 m i pozwalające osiągnąć stałą maksymalną prędkość 26,5 węzła. Parę do turbin dostarczało 18 kotłów parowych (cztery z nich zostały dostosowane do opalania paliwem płynnym) rozmieszczonych w 12 kotłowniach. Okręt posiadał dwa stery, ustawione w tandem, jeden za drugim. Normalny zapas paliwa wynosił 738 ton węgla i 246 ton paliwa płynnego, maksymalny, odpowiednio 3640 ton i 1180 ton, pozwalał osiągnąć zasięg 6800 mil morskich przy prędkości ekonomicznej 14 węzłów.
W odróżnieniu od dwóch pozostałych okrętów swojego typu, „Derfflinger” miał tylny komin niższy o 2 m od przedniego.
Główne uzbrojenie artyleryjskie stanowiło osiem dział kal. 305 mm, umieszczonych w czterech wieżach artyleryjskich, po dwie na dziobie i rufie, w superpozycji. Maksymalny kąt podniesienia luf wynosił 13,5°, po bitwie jutlandzkiej został zwiększony do 16°. Artyleria średniego kalibru składała się z 12 dział kal. 150 mm, zainstalowanych w kazamatach, po 6 na każdej burcie. Po cztery stanowiska z każdej burty mogły prowadzić ogień w kierunku dziobu, dwa pozostałe w kierunku rufy. Poza tym okręt posiadał osiem dział kal. 88 mm dla ochrony przed atakami niszczycieli i torpedowców na małych odległościach. Cztery z nich umieszczono w kazamatach poniżej mostka, cztery pozostałe na otwartych stanowiskach na rufie. W trakcie działań wojennych działa te zostały zastąpione ośmioma działami przeciwlotniczymi tego samego kalibru. Wszystkie działa okrętu zostały wyprodukowane w zakładach Friedrich Krupp AG.
Wieże artyleryjskie głównego kalibru były chronione pancerzem, który z przodu i z tyłu miał grubość 270 mm, z boków 220 mm, a z góry 80–110 mm. Barbety wież miały grubość do 260 mm. Artyleria w kazamatach była opancerzona płytami ze stali pancernej o grubości do 150 mm.
Krążownik posiadał cztery podwodne wyrzutnie torpedowe kalibru 500 mm, z których jedna znajdowała się na dziobie, druga w części rufowej, dwie pozostałe na burtach, prostopadle do osi podłużnej kadłuba okrętu.
W 1915 roku na „Derfflingerze” prowadzono próby z wodnosamolotem pokładowym.

## Służba operacyjna
Pierwszym dowódcą okrętu został komandor (Kapitän zur See) Ludwig von Reuter. Pierwsze bojowe wyjście w morze, bez kontaktu z przeciwnikiem, miało miejsce 20 listopada 1914.

### Bombardowanie Scarborough i Whitby
W dniach 15–16 grudnia 1914 roku okręty 1. Grupy Rozpoznawczej w osłonie krążowników lekkich i torpedowców przeprowadziły rajd na nadbrzeżne miasta wschodniej Anglii: Scarborough, Hartlepool i Whitby. Ich głównym celem było wciągnięcie do walki części jednostek Grand Fleet i wyprowadzenie ich pod ogień oczekujących w okolicy Dogger Bank głównych sił Hochseeflotte. Krążowniki admirała Hippera: flagowy „Seydlitz”, „Derfflinger”, „Moltke”, „Von der Tann” oraz „Blücher” opuściły kotwicowisko u ujścia Jade nad ranem 15 grudnia.
Po osiągnięciu 16 grudnia wybrzeży Anglii „Derfflinger”, „Von der Tann” i krążownik lekki „Kolberg” zostały wysłane w kierunku Scarborough. „Kolberg” postawił w drodze zagrodę złożoną ze 100 min morskich wzdłuż wybrzeży Yorkshire. Krążowniki liniowe otworzyły ogień w kierunku miasta około 8.00 rano, wystrzeliwując w ciągu pół godziny ponad 300 pocisków dużego kalibru, które spowodowały śmierć 17 i ranienie 97 mieszkańców miasta oraz duże straty materialne. Następnie okręty niemieckie skierowały się w stronę rybackiego miasteczka Whitby, gdzie w ciągu około 10 minut ostrzelały posterunek straży wybrzeża i budynki miejskie, trafiając również w zabytkowe ruiny opactwa z XII wieku. W Whitby zginęły kolejne dwie osoby.
W tym samym czasie drugi zespół niemiecki ostrzelał Hartlepool. Obydwie grupy połączyły się o 9.45 i skierowały z powrotem w stronę wybrzeża Niemiec. Okręty brytyjskie, które wyszły w morze przeciwko siłom niemieckim, wykryły co prawda przeciwnika, ale błędy w dowodzeniu pozwoliły Niemcom wymknąć się z próby okrążenia. Nie zrealizowali oni jednak planu wciągnięcia Grand Fleet do bitwy, statyczna taktyka dowodzącego Hochseeflotte admirała von Ingenohla spowodowała, że jej przewaga nie została wykorzystana. Po zakończeniu akcji krążowniki admirała Hippera nie niepokojone powróciły do ujścia Jade.

### Bitwa na Dogger Bank

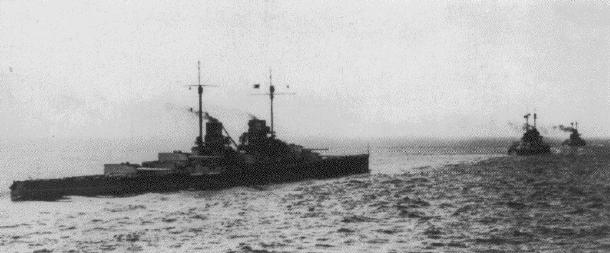
Niemieckie krążowniki liniowe płynące w kierunku Dogger Bank

W styczniu 1915 roku niemieckie dowództwo postanowiło zaatakować okręty brytyjskie patrolujące rejon Dogger Bank. Admirał von Ingenohl powierzył to zadanie 1. Grupie Rozpoznawczej kontradmirała Hippera, wzmocnionej czterema krążownikami lekkimi 2. Grupy Rozpoznawczej i 18 torpedowcami osłony. Eskadra niemiecka opuściła kotwicowisko 23 stycznia. Obok krążowników liniowych: „Seydlitza”, „Derfflingera” i „Moltke” („Von der Tann” przebywał na okresowym remoncie w stoczni) dołączył do niej ponownie krążownik pancerny „Blücher”, wolniejszy i słabiej uzbrojony od pozostałych okrętów. Miały one zaatakować brytyjskie trawlery, łowiące ryby w rejonie ławicy oraz ich ewentualną eskortę.
Dzięki wykryciu i rozszyfrowaniu niemieckich sygnałów radiowych Admiralicja brytyjska miała rozeznanie w planie działania i ruchach okrętów admirała Hippera. Zostały przeciwko nim wysłane jednostki 1. i 2. Eskadry Krążowników Liniowych dowodzone przez admirała Davida Beatty’ego, 2. Eskadra Krążowników Lekkich komodora Williama Goodenougha oraz okręty Harwich Force komodora Reginalda Tyrwhitta. Ogółem dysponowali oni pięcioma krążownikami liniowymi, siedmioma krążownikami lekkimi i 35 niszczycielami.
Okręty obydwu stron nawiązały kontakt wzrokowy o godzinie 7.14 rano 24 stycznia 1915 roku. Brytyjskie krążowniki liniowe otworzyły ogień o 9.05, jako pierwszy cel obierając pozostający w tyle za resztą eskadry niemieckiej „Blücher”. W wyniku skoncentrowanego ognia krążownik pancerny zatonął o 12.13 wraz z 792 członkami załogi. Skupienie się Brytyjczyków na zniszczeniu najsłabszego z niemieckich okrętów pozwoliło pozostałym oderwać się od przeciwnika. Poważnie uszkodzony został „Seydlitz”, ponadto niegroźnie trafione zostały „Derfflinger” oraz lekki krążownik „Kolberg”. Po stronie brytyjskiej poważne uszkodzenia odniósł „Lion” i jeden z niszczycieli, lżejsze „Tiger”.
„Derfflinger” wystrzelił w bitwie 316 pocisków dużego i średniego kalibru, uzyskując między innymi trafienia na „Lionie”, które wyłączyły ten okręt z akcji. Sam otrzymał co najmniej jedno (według części źródeł brytyjskich trzy) trafienie pociskiem kalibru 343 mm, jednak odniesione uszkodzenia były nieznaczne. Ich usuwanie trwało do 14 lutego 1915 roku, po czym okręt powrócił do czynnej służby.
W maju 1915 roku nastąpiła zmiana dowódcy okrętu. Nowym został Kapitän zur See Paul Heinrich. Po awarii turbin, która miała miejsce pod koniec czerwca, krążownik został skierowany do stoczni na remont. Do linii wrócił 31 sierpnia. Następnie brał udział w osłonie operacji minowych na ławicy Swarte i w kolejnym wypadzie floty w październiku 1915 roku. Kolejne tego typu działania miały miejsce w marcu 1916 roku. W kwietniu kolejnym dowódcą „Derfflingera” został Kapitän zur See Johannes Hartog. W dniach 21–22 kwietnia okręty 1. Grupy Rozpoznawczej w eskorcie małych jednostek przeprowadziły operację mającą na celu zagrożenie wschodnim wybrzeżom Anglii, przerwaną po uszkodzeniu na nierozpoznanym polu minowym małego krążownika „Graudenz”.

### Bombardowanie Lowestoft i Yarmouth
Kolejny raz siły niemieckie wyszły w morze rankiem 24 kwietnia 1916 roku. Celem akcji było zbombardowanie angielskich miast: Lowestoft i Great Yarmouth. 1. Grupą Rozpoznawczą dowodził, w zastępstwie chorego admirała Hippera, wiceadmirał Friedrich Bödicker. Jego okręt flagowy, „Seydlitz” wszedł w trakcie rejsu na minę i został uszkodzony, w wyniku czego admirał Bödicker przeniósł się ze swoim sztabem na niedawno przyjętego do linii „Lützowa”. W ślad za krążownikami liniowymi podążały główne siły Hochseeflotte pod dowództwem admirała Reinharda Scheera, stanowiące daleką osłonę na wypadek kontrakcji okrętów brytyjskiej Grand Fleet.
Cztery pozostałe w boju okręty 1. Grupy Rozpoznawczej rozpoczęły bombardowanie Lowestoft o 4.10 rano 25 kwietnia 1916 roku, niszcząc w ciągu dziesięciu minut około 200 domów, dwie baterie brzegowe oraz zabijając trzech i raniąc dwunastu ludzi. Skuteczne zbombardowanie Great Yarmouth uniemożliwiła mgła, toteż niemieckie krążowniki oddały tylko kilka niecelnych salw. Jedynie „Derfflinger” prowadził ogień nieco dłużej. Interweniujące lekkie krążowniki brytyjskich Harwich Force zostały ostrzelane przez wycofujących się Niemców. Ostatecznie, pomimo znacznej przewagi, admirał Bödicker podjął decyzję o odwrocie, obawiając się ataków brytyjskich okrętów podwodnych, a siły główne admirała Scheera podążyły w ślad za nim.
Jednostki Grand Fleet nie były w stanie doścignąć wycofujących się Niemców, a lekkie okręty nie zaryzykowały pościgu, słusznie obawiając się napotkania niemieckich pancerników. To kolejne bombardowanie angielskich miast wywołało panikę wśród Brytyjczyków i spowodowało decyzję rządu o przebazowaniu części okrętów do portów na południu Anglii. Obydwie strony planowały przeprowadzenie kolejnych rajdów w najbliższym czasie, licząc na wciągnięcie nieprzyjaciela do walnej bitwy sił głównych, zwycięstwo w której miało zdecydować o panowaniu na morzu.

### Bitwa jutlandzka

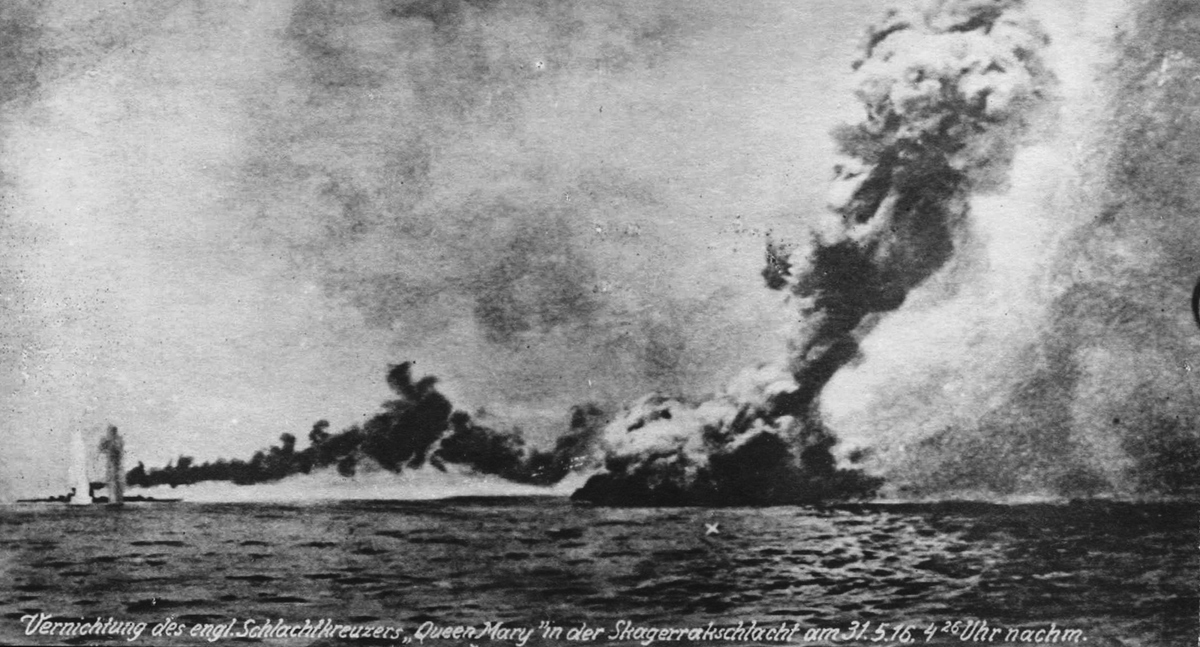
Eksplozja „Queen Mary” w trakcie bitwy jutlandzkiej

31 maja i 1 czerwca 1916 roku „Derfflinger”, wciąż w składzie 1. Grupy Rozpoznawczej admirała Hippera, wziął udział w największej bitwie morskiej I wojny światowej, znanej jako bitwa jutlandzka, a w historiografii niemieckiej jako bitwa na Skagerraku. Doszło do niej w dniach 31 maja i 1 czerwca 1916 roku na skutek spotkania się na morzu głównych sił morskich Niemiec i Wielkiej Brytanii. Niemieckie krążowniki liniowe 1. Grupy Rozpoznawczej, którym towarzyszyły mniejsze okręty, wyszły w morze z kotwicowiska u ujścia rzeki Jade o godzinie 2.00 (czasu środkowoeuropejskiego) w nocy 31 maja i skierowały się najpierw w stronę wybrzeży Norwegii, a następnie na Skagerrak, gdzie miały przeprowadzić działania przeciwko żegludze brytyjskiej. W przypadku napotkania przeważających sił miały się wycofać pod osłonę dział podążającej za nimi Hochseeflotte.
Krótko przed godziną 16.00 nastąpiło spotkanie krążowników admirała Hippera z podążającymi w ich kierunku jednostkami 1. i 2. Eskadry Krążowników Liniowych dowodzonymi przez wiceadmirała Davida Beatty’ego. Niemieccy artylerzyści otworzyli ogień o godzinie 16.48. Na skutek błędów w podziale celów pomiędzy okrętami brytyjskimi „Derfflinger” nie był w początkowej fazie bitwy ostrzeliwany przez żaden z nich. Wkrótce potem zniszczeniu w wyniku trafień niemieckimi pociskami dużego kalibru uległy dwa brytyjskie krążowniki liniowe: „Indefatigable” i „Queen Mary”. Główną rolę w wywołaniu eksplozji magazynów amunicyjnych na drugim z tych okrętów odegrały celne salwy artylerii głównej „Derfflingera” i „Seydlitza”. W kolejnej fazie bitwy obie strony przeprowadziły ataki torpedowe własnych niszczycieli i torpedowców, nie uzyskując większych sukcesów. Po nadciągnięciu na pole bitwy głównych sił Hochseeflotte krążowniki liniowe admirała Beatty’ego zmuszone zostały do oderwania się od przeciwnika.
Następnie jednostki 1. Grupy Rozpoznawczej starły się z krążownikami liniowymi 3. Eskadry Krążowników Liniowych kontradmirała Horace’a Hooda, wysłanymi dla wsparcia admirała Beatty’ego. „Derfflinger” wraz z bliźniaczym „Lützowem” rozpoczęły pojedynek artyleryjski z okrętem flagowym admirała Hooda, „Invincible”. W jego trakcie obydwa niemieckie krążowniki otrzymały szereg trafień ciężkimi pociskami (odpowiednio: pięć i osiem), jednak pomimo to odniosły sukces: o godzinie 19.33 jeden z niemieckich pocisków przebił pancerz wieży „Q” brytyjskiej jednostki, powodując eksplozję w komorach amunicyjnych i natychmiastowe przełamanie się i zatonięcie „Invincible”, z którego załogi ocalało jedynie sześciu marynarzy.
Po 20.00 krążowniki admirała Hippera otrzymały rozkaz przeprowadzenia kontrataku, mającego osłonić manewr odwrotu sił głównych Hochseeflotte. Dostawszy się pod ostrzał okrętów brytyjskich, Niemcy ponieśli bardzo ciężkie straty. Ciężko uszkodzony został okręt flagowy admirała Hippera, „Lützow” (zatopiony po bitwie przez niemiecki niszczyciel G 38). Zmusiło to głównodowodzącego do zmiany okrętu, a na ten czas kierowanie atakiem przejął dowódca „Derfflingera”, Johannes Hartog. W czasie bitwy krążownik liniowy otrzymał 21 trafień pociskami dużego kalibru, które wyłączyły z akcji całą jego artylerię ciężką i zabiły 157 członków załogi, raniąc ponadto 26 ludzi. Największe straty poniosła obsada rufowej wieży artyleryjskiej, w której eksplodowały ładunki miotające. Pomimo uszkodzeń (do kadłuba wlało się około 3000 ton wody) okręt dotarł o własnych siłach do Wilhelmshaven, gdzie poddany został prowizorycznym naprawom. Następnie skierowano go na remont do stoczni Howaldtswerke w Kilonii.

### Od bitwy jutlandzkiej do zakończenia wojny
Remont „Derfflingera” trwał do 15 października 1916 roku i był połączony z modernizacją okrętu. W jej wyniku krążownik otrzymał działa artylerii przeciwlotniczej, nowy trójnożny maszt i podwyższony tylny komin. Ponieważ po bitwie jutlandzkiej dowództwo floty niemieckiej faworyzowało działania okrętów podwodnych przeciwko brytyjskim liniom żeglugowym, duże okręty sił nawodnych nie brały udziału w większych akcjach. W 1917 roku „Derfflinger” był wykorzystywany jedynie w osłonie własnych operacji minowych na wodach przybrzeżnych. W grudniu tegoż roku nastąpiła kolejna zmiana dowódcy okrętu, nowym został komandor porucznik (Fregattenkapitän; później komandor – Kapitän zur See) Hans-Carl von Schilck.
Od końca 1917 roku lekkie siły Kaiserliche Marine rozpoczęły, z sukcesami, zwalczanie brytyjskich konwojów do neutralnej Norwegii. Zaniepokojony tym ówczesny dowódca Grand Fleet, admirał David Beatty, zdecydował, że ważne konwoje będą dodatkowo osłaniane przez wydzieloną eskadrę okrętów liniowych. Stworzyło to jednostkom Hochseeflotte okazję do przechwycenia i zniszczenia takiej eskadry, korzystając z chwilowej przewagi liczebnej. Plan wiceadmirała Hippera polegał na przeprowadzeniu ataku na konwój przez krążowniki liniowe 1. Grupy Rozpoznawczej, które miały następnie wciągnąć ścigające je okręty brytyjskie pod ogień oczekujących w zasadzce niemieckich sił głównych.
Flota niemiecka z „Derfflingerem” w składzie, prowadzona przez najnowszy krążownik liniowy Kaiserliche Marine, „Hindenburg”, opuściła kotwicowiska rankiem 23 kwietnia 1918 roku. Już w godzinę później z jej składu ubyły dwie jednostki. „Moltke” doznał poważnej awarii urządzeń napędowych i, niezdolny do samodzielnego poruszania się, został wzięty na hol i odprowadzony do bazy przez pancernik „Oldenburg”. Pozostałe okręty kontynuowały akcję, ale pomimo dwudniowych poszukiwań nie udało im się przechwycić żadnego konwoju i w dniu 25 kwietnia wszystkie powróciły do baz.
W październiku 1918 roku Cesarstwo Niemieckie znalazło się w bardzo trudnej sytuacji. Zwycięska ofensywa Ententy, wycofywanie się z działań wojennych kolejnych sprzymierzeńców oraz rewolucyjne wrzenie w samych Niemczech spowodowały podjęcie przez nowego kanclerza, księcia Maksymiliana Badeńskiego rozmów o zawieszeniu broni z aliantami. Reakcją dowodzącego od sierpnia 1918 roku Kaiserliche Marine admirała Reinharda Scheera, niewyrażającego (podobnie jak większość dowództwa armii i floty niemieckiej) zgody na zaprzestanie działań wojennych, było opracowanie planu decydującej bitwy morskiej z brytyjską Royal Navy. Miał go wykonać admirał Franz von Hipper z podległą mu Hochseeflotte. Okręty admirała Hippera wyszły na redę bazy w Wilhelmshaven w nocy z 29 na 30 października 1918 roku. Jednak niemieccy marynarze nie zamierzali brać udziału w tej, w zasadzie samobójczej misji i odmówili wykonywania rozkazów. W obliczu otwartej rewolty admirał Hipper nakazał okrętom powrót do portów w Wilhelmshaven i Kilonii.
Ostatecznie Niemcy zgodziły się na podpisanie 11 listopada 1918 roku rozejmu w Compiègne, kończącego I wojnę światową. Na mocy tego traktatu okręty Kaiserliche Marine miały zostać rozbrojone i poddane kontroli sprzymierzonych. U-Booty miały zostać wydane ostatecznie i bez prawa do zwrotu, natomiast jednostki nawodne poddane internowaniu na czas trwania rozmów pokojowych. Prezydent Stanów Zjednoczonych Woodrow Wilson proponował przekazanie rozbrojonej floty niemieckiej pod nadzór któregoś z państw neutralnych (mowa była o Hiszpanii, Holandii i Norwegii), ale ostatecznie do urzeczywistnienia tej propozycji nie doszło. W tej sytuacji aktualna stała się oferta brytyjska, wskazująca na kotwicowisko Royal Navy w Scapa Flow na Orkadach jako miejsce postoju internowanej Hochseeflotte.

## Internowanie w Scapa Flow i samozatopienie
W wyniku negocjacji pomiędzy przedstawicielami marynarek wojennych Wielkiej Brytanii i Niemiec ustalono listę internowanych okrętów. Znajdował się na niej również „Derfflinger”. Niemieckie okręty, rozbrojone i z minimalnymi zapasami paliwa i żywności, wyszły w morze 19 listopada 1918 roku pod dowództwem pierwszego dowódcy „Derfflingera”, Ludwiga von Reutera, by po spotkaniu z silnym zespołem Royal Navy, wzmocnionym na tę okazję okrętami US Navy i Marine nationale, wpłynąć do Firth of Forth. Po przeprowadzeniu kontroli stanu rozbrojenia okręty zostały przebazowane do Scapa Flow. Na czas rejsu na miejsce internowania załogą krążownika dowodził Kapitän zur See Walter Hildebrand, później dowództwo nad szkieletową załogą pozostającą na kotwiczącym w Scapa Flow okręcie przejął komandor podporucznik (Korwettenkapitän) Paul Pastiszyk.
W trakcie pobytu na internowaniu Ludwig von Reuter coraz wyraźniej zdawał sobie sprawę, że powrót choćby części powierzonych mu okrętów do kraju jest niemożliwy. W związku z tym i w obliczu zbliżającego się dnia wygaśnięcia obowiązywania zawieszenia broni, niemiecki dowódca zdecydował się postąpić zgodnie z rozkazem cesarza, mówiącym, że żaden niemiecki okręt nie może się dostać w ręce wroga. 21 czerwca 1919 roku admirał wydał rozkaz o samozatopieniu. „Derfflinger” zatonął o 14.45. Jego marynarze zostali potraktowani jako jeńcy wojenni i osadzeni w obozach, skąd powrócili do kraju dopiero na początku 1920 roku.
Wrak krążownika został podniesiony latem 1939 roku i złomowany w stoczni złomowej British Shipbreakers w Faslane dopiero po zakończeniu II wojny światowej, w latach 1946–1948. Pochodzący z niego dzwon okrętowy został w 1965 roku przekazany marynarce wojennej Republiki Federalnej Niemiec.